# Luca Garritano
Luca Garritano (* 11. Februar 1994 in Cosenza) ist ein italienischer Fußballspieler, der bei Frosinone Calcio unter Vertrag steht.

## Karriere
Garritano begann seine Laufbahn 2004 bei Real Cosenza. Er blieb vier Jahre in Cosenza, bevor er 2008 in die Jugendabteilung Inter Mailands wechselte. 2011 wurde die Hälfte an Garritanos Transferrechten an die AC Cesena abgetreten, was Teil der Verpflichtung Yūto Nagatomos war. Er erhielt einen Dreijahresvertrag bei Cesena, blieb jedoch in der Jugendabteilung Inters. In dieser Zeit schloss er seine Ausbildung ab und kam zudem zu drei Serie-A-Einsätzen. Sein Debüt absolvierte er am 21. April 2013, als er beim 1:0-Sieg über den FC Parma eingewechselt wurde. Außerdem gewann Garritano mit der Jugend-Mannschaft Inters im Spieljahr 2011/12 sowohl die Primavera-Meisterschaft, als auch die NextGen Series.
Garritano wechselte 2013 dann nach Cesena, die die kompletten Transferrechte an ihm übernahmen. In seiner Debütsaison für Cesena kam er auf 25 Serie-B-Einsätze und konnte am Ende der Spielzeit 2013/14 den Aufstieg in die Serie A feiern, nachdem man in den Play-Offs erste den FC Modena und im Finale die US Latina ausschaltete. 2015 war er kurz an den FC Modena verliehen, bevor er 2017 zu Chievo Verona wechselte.
Im Januar 2018 wurde Garritano an den FC Carpi verliehen. Im Sommer 2018 folgte eine weitere einjährige Leihe zu Cosenza Calcio. Nach zwei weiteren Jahren bei Verona wechselte Garritano zu Frosinone Calcio.

## Erfolge
In der Jugend
- Primavera-Meister: 2011/12
- NextGen-Series-Sieger: 2011/12

Als Profi
- Aufstieg in die Serie A: 2013/14